# John Timothy McNicholas
John Timothy McNicholas (Kiltimagh, 15 dicembre 1877 – Cincinnati, 22 aprile 1950) è stato un arcivescovo cattolico irlandese naturalizzato statunitense.

## Biografia
Nacque a Kiltimagh, nella contea di Mayo il 15 dicembre 1877; era il figlio minore di Patrick J. e Mary (nata Mullany) McNicholas. Nel 1881, lui e la sua famiglia emigrarono negli Stati Uniti, dove si stabilirono a Chester, in Pennsylvania. 

### Formazione e ministero sacerdotale
Ricevette la sua prima educazione all'Immaculate Heart of Mary School a Chester, e poi frequentò il St. Joseph's Preparatory College di Filadelfia. Nel 1894, all'età di diciassette anni, entrò nell'Ordine dei frati predicatori (più comunemente noti come domenicani) a St. Rose Priory a Springfield, nel Kentucky. Continuò i suoi studi al St. Joseph Priory a Somerset, nell'Ohio, dove fu ordinato sacerdote dal vescovo Henry Moeller il 10 ottobre 1901. Prese il nome di John come nome religioso.
Dopo la sua ordinazione, McNicholas si recò a Roma per frequentare lo studium domenicano di Santa Maria sopra Minerva, dove ottenne un dottorato in teologia sacra nel 1904. Ritornò negli Stati Uniti più tardi quell'anno e assunse il ruolo di maestro dei novizi a St. Joseph Priory a Somerset. L'anno seguente fu inviato all'Immaculate Conception College di Washington, dove prestò servizio come reggente di studi e professore di filosofia, teologia e diritto canonico. Nel 1909 divenne direttore nazionale della Holy Name Society, con sede a New York. Prestò servizio anche come primo redattore dello Holy Name Journal e come pastore della chiesa di Santa Caterina da Siena. Rimase a New York fino al 1917, quando tornò a Roma come assistente del maestro dell'Ordine dei frati predicatori e professore di teologia e diritto canonico all'Università Angelicum.

### Ministero episcopale
Il 18 luglio 1918 fu nominato secondo vescovo di Duluth, in Minnesota, da papa Benedetto XV. Ricevette la consacrazione episcopale l'8 settembre seguente dal cardinale Tommaso Pio Boggiani, assistito dall'arcivescovo Bonaventura Cerretti e dal vescovo Hermann Esser come co-consacranti. Si insediò a Duluth il 15 novembre successivo.
Nel 1923 fu nominato di assistente al Soglio Pontificio. Nel maggio 1925 fu nominato vescovo di Indianapolis, nell'Indiana, per succedere al vescovo Joseph Chartrand, promosso arcivescovo metropolita di Cincinnati. Non ricoprì tuttavia quella carica, perché Chartrand rifiutò la promozione. Fu così lui ad essere nominato arcivescovo metropolita di Cincinnati da papa Pio XI l'8 luglio 1925. Si insediò nella cattedrale di San Pietro in Vincoli il 12 agosto successivo.
Morì a Cincinnati il 22 aprile 1950 all'età di 72 anni.

## Genealogia episcopale e successione apostolica
La genealogia episcopale è:
- Cardinale Scipione Rebiba
- Cardinale Giulio Antonio Santori
- Cardinale Girolamo Bernerio, O.P.
- Arcivescovo Galeazzo Sanvitale
- Cardinale Ludovico Ludovisi
- Cardinale Luigi Caetani
- Cardinale Ulderico Carpegna
- Cardinale Paluzzo Paluzzi Altieri degli Albertoni
- Papa Benedetto XIII
- Papa Benedetto XIV
- Papa Clemente XIII
- Cardinale Bernardino Giraud
- Cardinale Alessandro Mattei
- Cardinale Pietro Francesco Galleffi
- Cardinale Giacomo Filippo Fransoni
- Cardinale Carlo Sacconi
- Cardinale Edward Henry Howard
- Cardinale Mariano Rampolla del Tindaro
- Cardinale Rafael Merry del Val
- Cardinale Tommaso Pio Boggiani, O.P.
- Arcivescovo John Timothy McNicholas, O.P.

La successione apostolica è:
- Vescovo Joseph Henry Albers (1929)
- Arcivescovo Urban John Vehr (1931)
- Arcivescovo Karl Joseph Alter (1931)
- Vescovo George John Rehring (1937)
- Vescovo Francis Augustine Thill (1938)
- Vescovo Bernard Theodore Espelage, O.F.M. (1940)
- Vescovo John Anthony King Mussio (1945)